# 唐吉埃塔
10°37′N 1°16′E / 10.617°N 1.267°E

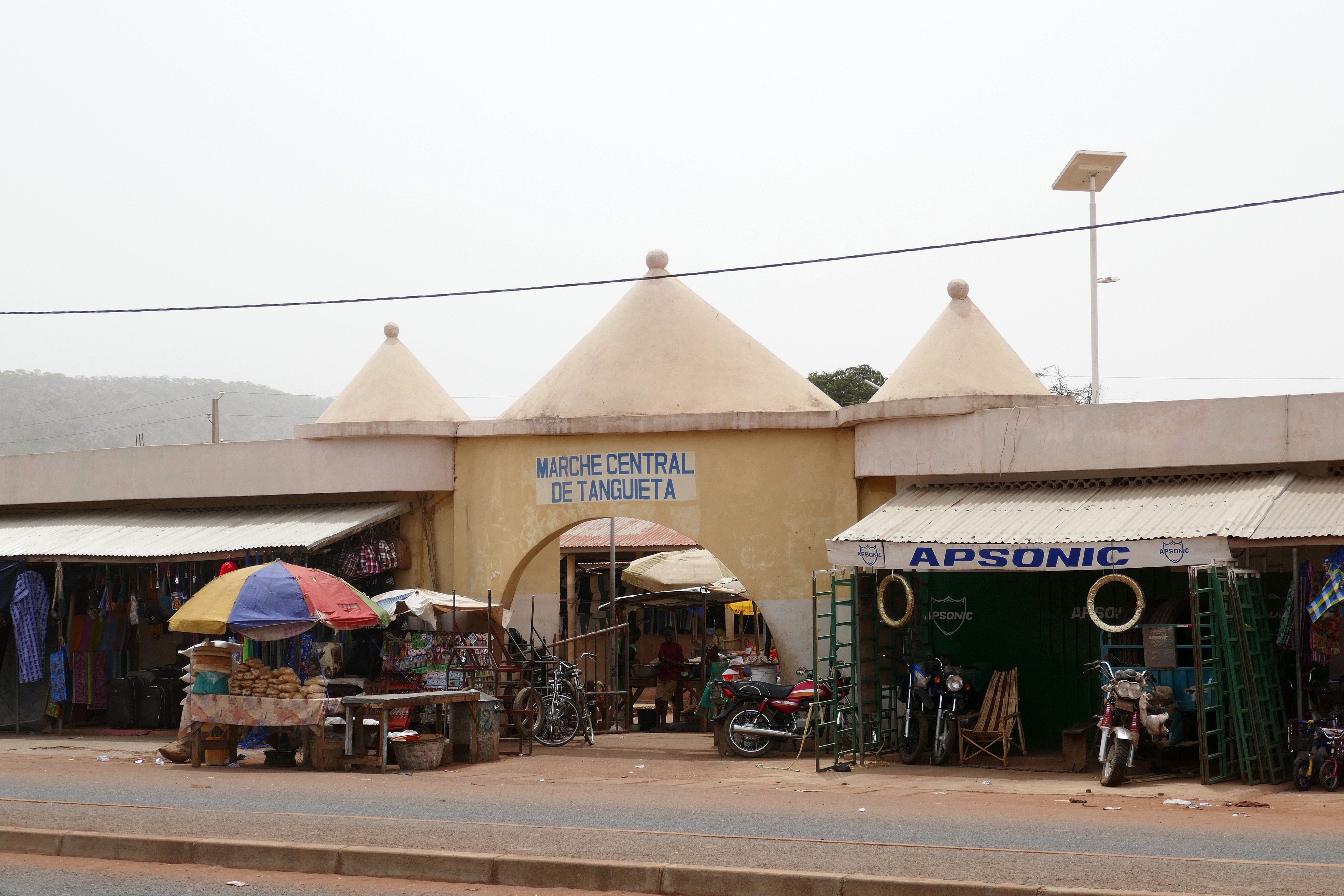
唐吉埃塔的市場

唐吉埃塔（法語：Tanguiéta）是貝寧的城鎮，位於該國西北部，由阿塔科拉省負責管轄，面積5,465平方公里，主要經濟活動有農業、牲畜業、捕魚業和狩獵業，2013年人口74,675，人口密度每平方公里14人。
在法国殖民统治时期，坦吉埃塔是省政府所在地。彭贾里国家公园的总部设在该镇，坦吉埃塔的圣·让·德·迪厄医院是一家地区公认的医院。该镇有互联网接入服务。

## 友好城市
- 法國 福尔巴克